# Llum Ventura Gil
Llum Ventura Gil   (Barcelona, 1941 - 9 de juliol de 2023) va ser una activista i política. Va col·laborar amb la Fundació Pare Manel, va ser membre de Barcelona En Comú i de Dones Llibertàries de CGT Catalunya.
L'ampliació de la perruqueria va comportar un canvi de nom La Pelu, per poder arribar a un públic més ampli però sense perdre la imatge combativa. La idea era crear un espai accessible que trenqués amb el model tradicional que exigia una visita setmanal a la perruqueria. La filosofia del negoci era aconsellar al client respectant la seva personalitat i creativitat personal, reivindicant la perruqueria d'autor i l'ofici com un art.
En 1996 quan va tenir coneixement que la "Llibreria de Dones" de Madrid preparava un homenatge a les dones que havien participat en la Guerra Civil es va veure impulsada a dur a terme una recerca similar a Barcelona perquè les experiències del passat es transmetessin a les noves generacions. L'embrió del projecte va cobrar forma quan aquell any van preparar el testimoniatge d'algunes de aquestes dones amb el lema «Les dones del 36» coincidint amb els 20 anys de les Primeres Jornades Catalanes de la Dona. L'èxit d'aquell acte tan emotiu va suposar el punt de partida d'un llarg i fructífer camí.
En 2007 a causa de l'avançada edat o de l'estat físic de moltes dels seus membres, l'Associació es va dissoldre després d'haver realitzat un treball que ha servit per posar nom i cognoms a dones que van lluitar per la llibertat i que d'una altra manera haurien quedat en l'anonimat. En 2006 havien editat un llibre «Les dones del 36 un silenci convertit en paraula» per fer-ne donació a les biblioteques, arxius i universitats.